# Детелинова грамада
Детелинова грамада е защитена историческа местност в рамките на Природен резерват „Богдан“ в Същинска Средна гора.
Местността представлява усамотена група скали, в околностите на пътя от град Копривщица за връх Богдан (1604 m), Детелиновите грамади носят името на описваният от Любен Каравелов хайдушки войвода Детелин. Легендите за това хайдушко сборище и неговия патрон са събирани от музейни работници от Дирекция на музеите и копривщенски краеведи.
Учителите Илия Мухов, Искро Нейчев и Райна Косева през 1948 – 54 възстановяват дейността на туристическо дружество „Богдан“, а по инициатива на Петко Теофилов на тържествена сбирка в местността „Детелинови грамади“ то приема името на легендарния Детелин войвода.